# AniMe (DJ)
Pour les articles homonymes, voir Anime et Palermo.
AniMe, ou simplement stylisé Anime, de son vrai nom Barbara Palermo, est une productrice et DJ italienne de mainstream hardcore. Elle est en actuel contrat avec les labels Dogfight Records et Masters of Hardcore. Dans les années 2010, elle est intégrée au Hall of Fame du site Thunderdome et bénéficie d'une renommée internationale sur la scène hardcore.

## Biographie

### Débuts
Barbara est née le 27 novembre 1982. Elle débute très jeune sa carrière de DJ, en 2000, dans plusieurs clubs de Milan, en Italie, sous le nom de Radioactive. Lors d'un entretien effectué en janvier 2016, elle raconte : « Quand j'étais adolescente, j'étais fan de musique électronique, et en ce temps-là, j'avais entendu parler d'un nightclub en Italie appelé Number One, qui jouait un type de musique ‘surpuissant’. Ma curiosité m'a amené là-bas. Quand je suis entrée dans le club je me suis sentie comme chez moi ; ça n'a pas pris longtemps pour que je comprenne que la musique hardcore restera ancrée en moi pendant longtemps. »
Un an plus tard, en 2001, elle démarre dans l'un des labels musicaux les plus représentatifs du mouvement, D-Boy Black Label. Cette même année, elle décide de montrer sa vision musicale, et travaille en tant que compositrice. Déjà appréciée en Italie pour sa musique de type darkcore-industrial hardcore, elle remporte un franc succès en jouant en Europe. Lors d'une entrevue sur Partyflock, elle donne les noms d'artistes qui l'inspiraient auparavant — Promo, Endymion, Nosferatu et Ruffneck — et en date de 2010 — Tha Playah, Evil Activities, Meccano Twins, Angerfist et Amnesys.
En 2008, elle signe avec le label italien Traxtorm Records, et en 2010 sort le premier EP d'AniMe, intitulé Detonate. Elle montre au grand public sa vision du hardcore : sons, chants, mélange entre grooves et éléments de diverses variétés de musiques avec une forte influence industrial-darkcore. Detonate obtient le cinquième place au classement du Top 100 Hardcore,.

### Ascension

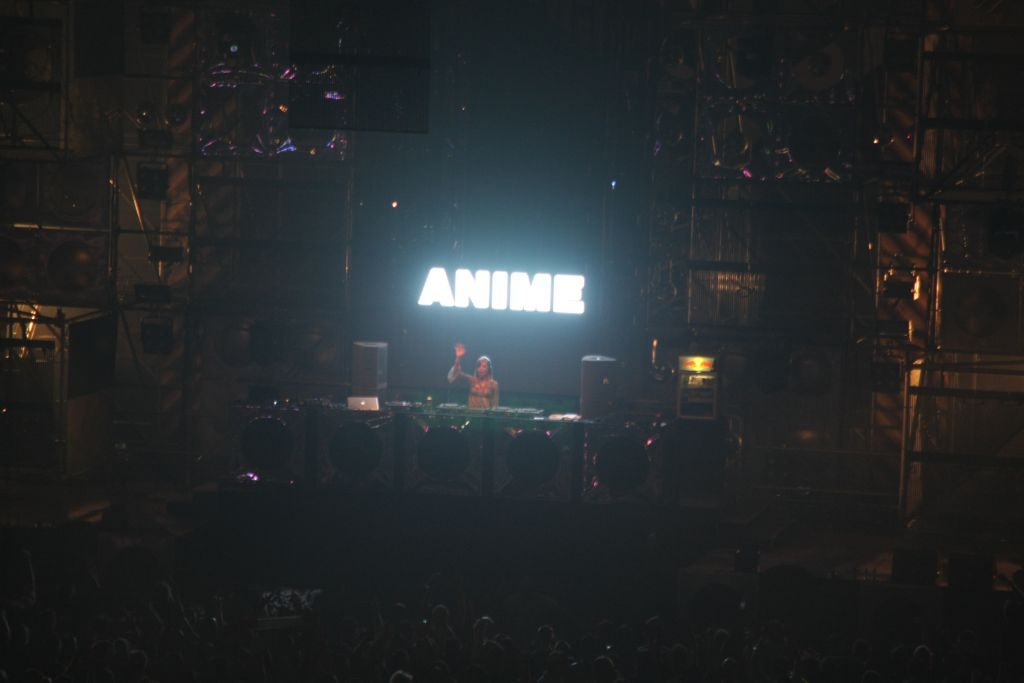
AniMe, à Syndicate 2010.

En 2011, Barbara Palermo remporte un franc succès en composant Hardcore Machine en collaboration avec DJ Mad Dog ; une fois cette nouvelle composition diffusée, elle fait son retour dans le Top 100, et atteint cette fois la quatrième place, en plus d'un clip promotionnel diffusé sur la chaîne officielle YouTube de Traxtorm Records. Ses compositions, incluant Believe, Concentrate et le remix du titre Asskicked par Re-Style sont diffusées sur le site web de Masters of Hardcore.
AniMe fait désormais partie du groupement de DJ Hardcore Italia, et s'est déjà produite dans de nombreux pays comme en Espagne, en France, aux Pays-Bas, au Royaume-Uni, en Pologne, en Allemagne, en Autriche, en Suisse, en Belgique, en Russie, au Luxembourg, au Mexique, au Chili ou au Canada (pour la première fois en 2013). Elle participe aux festivals hardcores comme Thunderdome, Masters of Hardcore, Defqon.1, The Qontinent, Dominator, Q-Base, Hardcore4Life, Decibel. En 2012, elle sort les extraits de son EP A-Bomb qui, après son lancement, est accompagné d'un clip promotionnel.

### Premiers albums
En 2015, elle est sélectionnée pour jouer au FreaQshow. Cette même année, elle acquiert une maison aux Pays-Bas. Au début de 2016, elle annonce son premier album. Ce premier album, Exterminate chez Traxtorm Records, est félicité par le Hardstyle Mag qui « pense [qu']avec cet album AniMe a annoncé quelque chose. Elle est prête à EXTERMINER ! » À la fin de cette année sort la compilation Masters of Hardcore pres.: Masters in the Mix Vol III, mixée par AniMe et Tha Playah. Elle participe à l'édition 2017 du festival Syndicate. Le 16 avril 2018, AniMe sort son deuxième album, Insane, en précommande, suivi par sa version intégrale le 10 mai. L'album fait notamment participer DJ Mad Dog, D-Fence, Noize Suppressor, et Deetox. Du 21 au 23 septembre 2018, Barbara participe à Dream Nation à Paris, en France.
En 2023, elle participe aux soirées Born to Rave organisées par Audiogenic, qui fait une escale à Toulouse et à Lyon, jouant notamment aux côtés de Neophyte.

## Discographie

### Album studio
- 2016 : Exterminate
- 2018 : Insane
- 2019 : Aftermath
- 2023 : The 4th Dimension

### Singles
- 2010 : Detonate (Traxtorm Records)
- 2012 : A-Bomb (Traxtorm Records)
- 2013 : Hands Up (Traxtorm Records)
- 2014 : Bassdrum Music (avec DJ Mad Dog ; Traxtorm Records)
- 2014 : Cowards and Bitches (Traxtorm Records)
- 2014 : Bass for Your Face (Traxtorm Records)
- 2014 : Terrordrome (Traxtorm Records)
- 2015 : Ama shishi (single avec DJ Mad Dog ; Traxtorm Records)
- 2016 : Sickness (single ; Traxtorm Records)
- 2017 : Call My Name (EP ; Dogfight Records)
- 2017 : Liar (single ; Dogfight Records)
- 2017 : Exodus (single)
- 2017 : Insane Hardcore (single ; Dogfight Records)
- 2018 : Playing Terror (single ; Dogfight Records)
- 2019 : DJ Mad Dog & Anime – Come Get Some (EP)
- 2023 : My Breaker  (Dogfight Records)
- 2023 : AniMe & Broken Minds - Go Insane (Dogfight Records)